# Sphaerolaimus brevicollis
Sphaerolaimus brevicollis är en rundmaskart som beskrevs av Ssaweljev 1912. Sphaerolaimus brevicollis ingår i släktet Sphaerolaimus och familjen Sphaerolaimidae. Inga underarter finns listade i Catalogue of Life.